# Frontenhausen
Frontenhausen est une commune de Bavière (Allemagne), située dans l'arrondissement de Dingolfing-Landau, dans le district de Basse-Bavière.

## Personnalité liée à la commune
- L'homme politique Josef Aigner est né à Frontenhausen en 1846.

## Dans la culture populaire

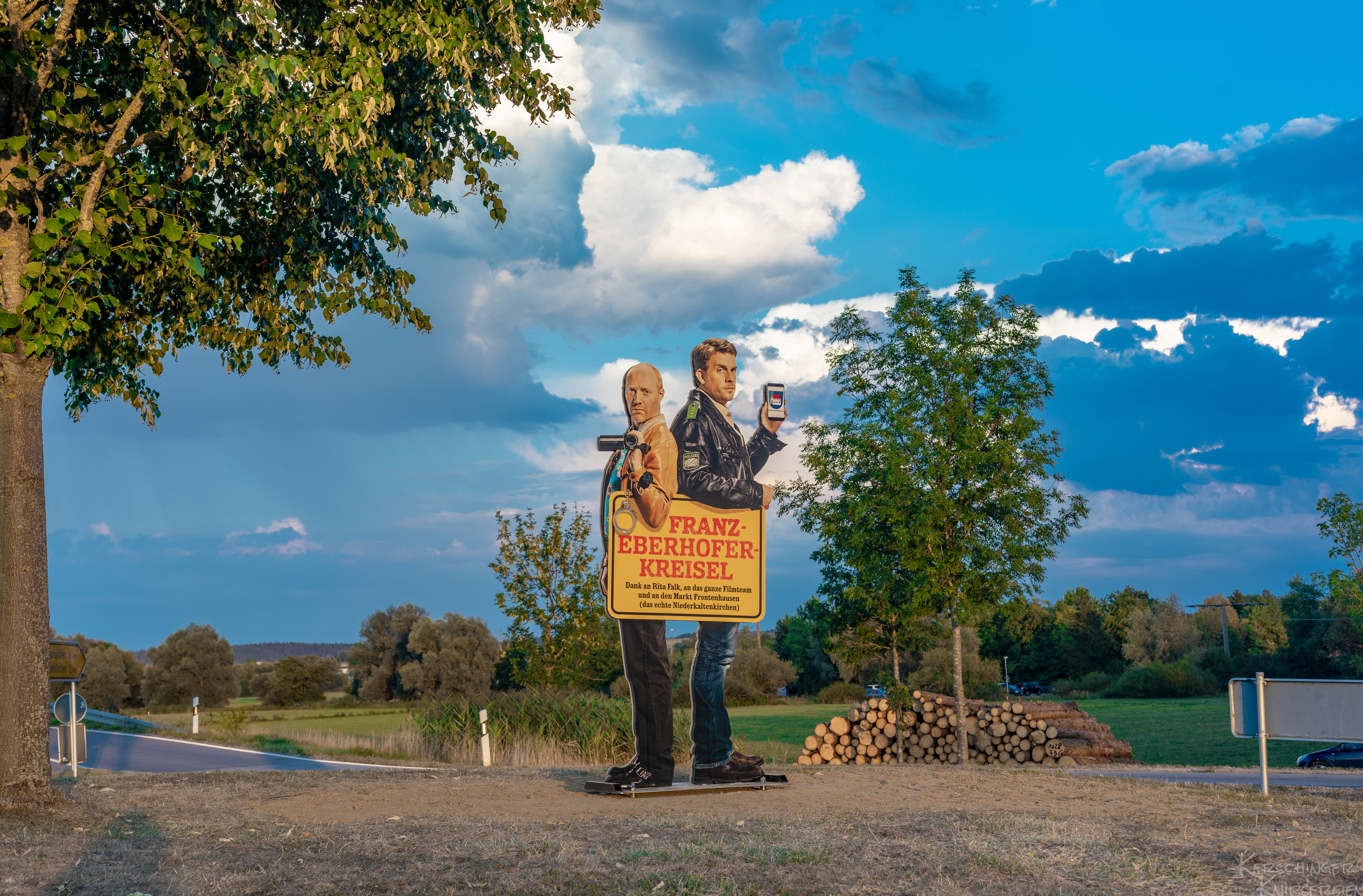
Le rond-point de la série policière, avec une effigie des personnages, à Frontenhausen.

Frontenhausen a servi de modèle à la romancière Rita Falk pour créer le village fictif de « Niederkaltenkirchen », théâtre des enquêtes du policier Franz Eberhofer dans plusieurs de ses romans. C'est ici qu'ont ensuite été tournés quatre films inspirés de ses romans.